# Тазарачева Галина Михайлівна
Галина Михайлівна Тазарачева (нар. 27 вересня 1948, місто Жовтневе, тепер у складі міста Миколаєва Миколаївської області) — радянська і українська діячка, 1-й секретар Миколаївського обласного комітету ЛКСМУ, секретар Миколаївського обласного комітету КПУ, керуюча Миколаївського обласного відділення Фонду соціального захисту інвалідів.

## Життєпис
Народилася в родині міліціонера (начальника районного відділу внутрішніх справ) та вчительки. З 1955 року навчалася у Володимирівській середній школі Казанківського району Миколаївської області. У 1962 році вступила до комсомолу, з 1962 по 1966 рік була секретарем первинної комсомольської організації Снігурівської середньої школи № 2. У 1966 році закінчила Снігурівську середню школу № 2 Миколаївської області.
У серпні 1966 — серпні 1969 року — старша піонерська вожата Снігурівської середньої школи № 2 Миколаївської області.
У 1967—1972 роках — студентка заочного відділення філологічного факультету Миколаївського державного педагогічного інституту імені В. Бєлінського.
З серпня 1969 року — завідувачка шкільного відділу Снігурівського районного комітету ЛКСМУ Миколаївської області, голова ради Снігурівської районної піонерської організації імені Леніна.
Член КПРС з 1971 року.
27 березня 1974 — 12 січня 1980 року — 1-й секретар Миколаївського обласного комітету ЛКСМУ.
З січня 1980 року — 1-й секретар Центрального районного комітету КПУ міста Миколаєва.
У 1988—1991 роках — секретар Миколаївського обласного комітету КПУ.
З початку 1990-х років до липня 2015 року — керуюча Миколаївського обласного відділення Фонду соціального захисту інвалідів; директор Державного комплексу соціальної реабілітації дітей-інвалідів у місті Миколаєві.
З 2017 року — керівник Миколаївського обласного благодійного фонду «Старофлотські казарми». З 2018 року — керівник Миколаївського обласного благодійного фонду соціальної допомоги малозабезпеченим.

## Нагороди
- орден княгині Ольги ІІ ст. (3.12.2008)
- орден княгині Ольги ІІІ ст. (11.09.1998)
- медалі
- значок ЦК ВЛКСМ «За активну роботу в комсомолі»